# لاري أندرسون (لاعب كرة قدم أمريكية)
لاري أندرسون (بالإنجليزية: Larry Anderson)‏ هو لاعب كرة قدم أمريكية أمريكي، ولد في 25 سبتمبر 1956 في ويست مونرو في الولايات المتحدة.

## وصلات خارجية
- لاري أندرسون على موقع مرجع كرة القدم المحترفة.كوم (الإنجليزية)